# Vielprat

Vielprat este o comună în departamentul Haute-Loire, Franța. În 2009 avea o populație de 63 de locuitori.